# 가릉역
가릉역(佳陵驛) 또는 가능역은 대한민국 경기도 의정부시 가능동에 있었던 교외선의 철도역이었다.

## 역사
교외선 개통 당시 능곡 기점 26.5km 지점에서 영업을 개시하였으며, 가릉~의정부 구간이 미군 시설물 지장 문제 등으로 건설이 지연되는 동안 존재했었다. 1963년에 교외선이 의정부까지 개통함으로써 폐역되었다.
1987년 인근에 경원선 가능역(佳陵驛, 당시 이름 의정부북부역)이 생겼다. 이름만 동일할 뿐 직접적인 관련은 없다.

### 연혁
- 1961년 7월 10일 : 보통역으로 영업 개시.[1]
- 1963년 8월 20일 : 폐역[3]

## 같이 보기
- 가능역 - 수도권 전철 1호선